# Jan Zborowski (pedagog)
Jan Zborowski (ur. 10 czerwca 1904 w Lanckoronie, zm. 19 czerwca 1988 w Krakowie) – polski pedagog, specjalizujący się w dydaktyce ogólnej, nauczyciel akademicki, jeden z organizatorów odradzającego się na Śląsku szkolnictwa.

## Życiorys
Jan Zborowski urodził się 10 czerwca 1904 r. w Lanckoronie, w biednej rodzinie, jako syn małorolnego chłopa. Szkołę powszechną ukończył w Lanckoronie. Dzięki udzielanym korepetycjom mógł zapewnić sobie utrzymanie w Myślenicach, gdzie 2 czerwca 1926 złożył w tamtejszym gimnazjum egzamin dojrzałości. Rok później, objął obowiązki nauczyciela Szkoły Podstawowej nr 10 w Chorzowie, wieńcząc wcześniej egzaminem dyplomowym roczny Państwowy Kurs Nauczycielski w Krakowie. Obowiązki nauczycielskie pełnił w szkołach: w Bielszowicach, Żwakowie, Katowicach, a także w Bojszowie i Pszczynie. Równocześnie z pracą zawodową Zborowski kontynuował swoją edukację, do 1934 jako student Instytutu Pedagogicznego w Katowicach, a w latach 1936–1939 student pedagogiki Uniwersytetu Jagiellońskiego. Fragmenty jego pracy dyplomowej Zeznania i skargi dzieci w świetle psychologji i pedagogiki współczesnej została opublikowana w 1935 w „Chowannie” pod nieco zmienionym tytule.
Czas okupacji podczas II wojny światowej Jan Zborowski spędził w rodzinnej Lanckoronie, organizując na terenie gminy tajne nauczanie w zakresie szkoły średniej, a w Myślenicach kurs pedagogiczny dla kandydatów do zawodu nauczycielskiego. W lutym 1945 r. objął obowiązki podinspektora szkolnego powiatu katowickiego, a w marcu tego samego roku uzyskał dyplom magistra filozofii UJ. W latach 1947–1949 pełnił funkcję wizytatora szkół w Kuratorium Okręgu Szkolnego w Katowicach. Przez krótki czas od czerwca do końca sierpnia 1949 zajmował stanowisko naczelnika wydziału w Kuratorium Okręgu Szkolnego w Krakowie, po czym powrócił do Katowic, aby objąć obowiązki nauczyciela przedmiotów pedagogicznych w Liceum Pedagogicznym oraz posadę wykładowcy w Instytucie Pedagogicznym. Przyczyną tych nagłych zmian zawodowych i powrotu do Katowic był brak mieszkania rodzinnego w Krakowie. Jako absolwent pedagogiki na Uniwersytecie Jagiellońskim był jednym ze współorganizatorów Wyższej Szkoły Pedagogicznej w Katowicach, gdzie pełnił funkcję dziekana Wydziału Humanistycznego.
Jan Zborowski oprócz obowiązków dydaktycznych kontynuował pracę naukową, publikując w latach 1946–1947 „Nauczanie elementarne” oraz „Dydaktyka, czyli teoria nauczania”. Prace te ukazały się nakładem Biblioteki Nauczyciela Instytutu Pedagogicznego w Katowicach. 12 czerwca 1950 na Uniwersytecie Jagiellońskim Zborowski otrzymał tytuł doktora filozofii z zakresu pedagogiki. Swoją rozprawę naukową poświęcił problemom „Zadawania i organizacji pracy domowej uczniów”.
W 1954 został przeniesiony do Opola, gdzie objął funkcję rektora tutejszej WSP, która pełnił przez dwa lata (do 1956). Był pierwszym opolskim rektorem tej uczelni. Za jego kadencji wzniesiono Dom Studencki „Mrowisko” dla 600 studentów, główny gmach uczelni przy ulicy Oleskiej oraz Dom Profesora przy ulicy Matejki. Następnie przeniósł się do Krakowa, gdzie w 1968 r. otrzymał tytuł profesora, pełniąc przez wiele lat funkcję dyrektora Instytutu Pedagogiki UJ. Był również przejściowo zatrudniony w krakowskiej WSP (1956-1959).
We wrześniu 1946 r. wstąpił do Stronnictwa Ludowego, pełniąc w nim w okresie od stycznia do czerwca 1947 r. funkcję prezesa Zarządu Powiatowego w Bytomiu, a od września tego roku przewodniczył Wydziałowi Oświatowemu Zarządu Wojewódzkiego Stronnictwa Ludowego.
Odznaczony został m.in. Krzyżem Kawalerskim Orderu Odrodzenia Polski. Zmarł w 1988.

## Wybrane publikacje
- Nauka własna studenta, wyd. PWN, Warszawa 1976.
- Uczeń – jedynak, wyd. PWN, Warszawa 1975.
- Rozwijanie aktywności twórczej dzieci, wyd. WSiP, Warszawa 1986.